# NGC 2578
NGC 2578 је спирална галаксија у сазвежђу Крма која се налази на NGC листи објеката дубоког неба.
Деклинација објекта је - 13° 19' 5" а ректасцензија 8h 21m 24,2s. Привидна величина (магнитуда) објекта NGC 2578 износи 12,6 а фотографска магнитуда 13,5. NGC 2578 је још познат и под ознакама MCG -2-22-2, IRAS 08191-1310, PGC 23440.